# Marco Ottavio
Marco Ottavio (Lat. Marcus Octavius; fl. 133 a.C.) è stato un politico romano, tribuno della plebe collega di Tiberio Sempronio Gracco.

## Biografia
Si oppose alla Lex Sempronia Agraria emanata da Tiberio Gracco. Quest'ultimo convocò un'assemblea popolare e chiese al popolo di dichiarare decaduto Marco Ottavio con la motivazione che un tribuno della plebe non poteva opporsi agli interessi della plebe stessa. Marco Ottavio fu dichiarato decaduto e la legge venne approvata.